# Coptophyllum
Coptophyllum là một chi thực vật có hoa trong họ Thiến thảo (Rubiaceae).

## Loài
Chi Coptophyllum gồm các loài: